# Léthuin
Léthuin é uma comuna francesa na região administrativa do Centro, no departamento Eure-et-Loir. Estende-se por uma área de 7,3 km². Em 2010 a comuna tinha 233 habitantes (densidade: 31,9 hab./km²).